# Rhyacophila foliacea
Rhyacophila foliacea är en nattsländeart som beskrevs av Moretti 1981. Rhyacophila foliacea ingår i släktet Rhyacophila och familjen rovnattsländor. Inga underarter finns listade i Catalogue of Life.